# Àngels Ferrer i Sensat
Àngels Ferrer i Sensat   (Barcelona, 18 de maig de 1904 - 30 de novembre de 1992)) fou una mestra, pedagoga i catedràtica en Ciències Naturals amb vocació des de ben petita, va marcar un abans i un després en l'ensenyament amb la seva la manera d'entendre el món i explicar-lo als homes i dones d'avui. Així, va posar molt d'èmfasi al fet que l'aprenentatge no ha de consistir només en la memorització de coneixements, sinó que també involucra el raonament, l'esperit científic, el mètode de treball i l'habilitat manual.

## Biografia
Filla de la pedagoga Rosa Sensat i de l'industrial David Ferrer i Vallès, neix a Barcelona el 18 de maig del 1904. El 1914 entra a l'Escola Municipal Bosc de Montjuïc, que dirigia la seva mare. Tot i que la mare fou un referent constant al llarg de la seva carrera, Àngels Ferrer i Sensat orientà des de molt jove els interessos cap a les ciències naturals i experimentals.
Es llicencia en ciències naturals per la Universitat de Barcelona el 1926. El mateix any, a proposta del degà, entra com a professora a la càtedra de zoografia d'articulats i s'encarrega de les pràctiques de ciències del darrer curs de l'Institut Balmes, fins al 1933. També fa de professora de biologia i ciències naturals al centre de batxillerat Monturiol de la Mútua Escolar Blanquerna.
Paral·lelament, dissenya i coordina el Centre d'Ensenyament de Ciències Naturals per a Museus, per encàrrec de Manuel Ainaud Sánchez, assessor tècnic de la Comissió de Cultura de l'Ajuntament de Barcelona i president de l'Ateneu Enciclopèdic Popular.
Després de set anys, s'embarca en el projecte de creació de l'Institut-Escola del Parc, on fomenta l'ensenyament experimental de les ciències naturals amb una visió holística del currículum pedagògic. Després de la Guerra Civil perd els càrrecs de catedràtica i és provisionalment traslladada a l'Institut Isabel la Catòlica de Madrid. El 1941 ha de tornar a opositar.
Quan retorna a Catalunya, treballa divuit anys a l'Institut de Reus. Sota el règim franquista la seva activitat experimental es veu obstaculitzada constantment per limitacions institucionals, i dedica la resta de la carrera a fomentar el creixement de l'ensenyament de les ciències naturals en diversos centres de formació de batxillerat, com l'Institut de Mataró o el de la Verneda, on va treballar com a directora de l'Institut Infanta Isabel d'Aragó, els últims vint anys de carrera professional. Durant uns anys, Angeleta Ferrer va cooperar a la ciutat de Mataró fundant amb el seu marit, Alexandre Satorras, el COPEM.
L'any 1974 es va jubilar, però va romandre en contacte amb el món de l'ensenyament, el seu refugi després de la mort del marit. L'any 1982, va ser guardonada amb la Creu de Sant Jordi, un premi amb la finalitat de distingir les persones que pels seus mèrits hagin prestat serveis destacats a Catalunya en el pla cívic i cultural. Va instaurar les Beques Satorras, que s'atorguen anualment per ajudar els alumnes amb currículums brillants i amb pocs recursos econòmics. El 30 de novembre de 1992 mor als 89 anys.

## Reconeixements i memòria
Els Premis Angeleta Ferrer i Sensat a la Innovació Educativa, que s'atorguen en el marc dels Premis Reus des de l'any 2000, promouen projectes educatius vinculats a la ciutat de Reus.
L'Escola de Natura Angeleta Ferrer, situada a la masia de Can Miravitges de la ciutat de Badalona, va entrar en funcionament l'any 1979, per oferir un recurs pedagògic i de sensibilització que respongui a les necessitats educatives de la població en els temes relacionats amb el medi natural i l'educació ambiental.
Diversos centres educatius porten el seu nom, entre els quals l'Escola Angeleta Ferrer de Mataró, l'Institut Angeleta Ferrer de Barcelona, i l'Institut Angeleta Ferrer i Sensat, de Sant Cugat del Vallès. Als municipis de Catalunya se li han dedicat quatre carrers o places.